# Dactylorhiza purpurella
Dactylorhiza purpurella es una especie de orquídea terrestre de la familia Orchidaceae. Es natural de Europa en Gran Bretaña e Irlanda.

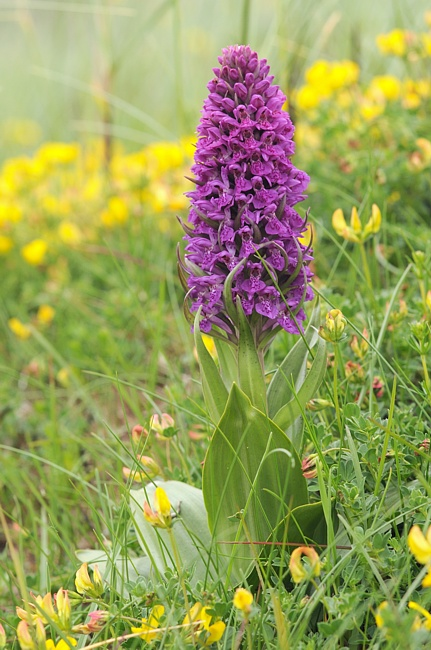
Inflorescencia

## Descripción
Es una especie perenne tuberosa que alcanza hasta 45 cm de altura cuando está en flor, aunque por lo general llega a menos de 25 cm de altura. Los tubérculos (secciones de tallo hinchados, subterráneos) son en forma de dedo (como en todos los miembros del género Dactylorhiza).  Las plantas adultas tienen entre siete y cincuenta y seis hojas verdes,  en forma de lanza (a veces con un borde teñido púrpura). A diferencia de otras especies de Dactylorhiza, las hojas están generalmente manchadas. Las hojas más bajas, son las más largas, de hasta 16 cm de largo.  Las inflorescencias son compactas y densas. Por lo general, tienen 10-40 flores, pero pueden tener hasta 80.
Las flores distintivas son de color violeta-púrpura con la garganta más pálida, con la apertura a partir de mediados de mayo hasta finales de julio, y miden alrededor de 1,5 a 2,0 cm de diámetro. El labio (el pétalo inferior) es complejo en forma y marcado con líneas y manchas de color púrpura profundo. Los sépalos laterales se llevan a cabo en un ángulo de 45 °. El sépalo superior y los pétalos forman una capucha suelta sobre la columna, que contiene los órganos sexuales. Estas orquídeas son comúnmente polinizadas por las abejas, así como los abejorros.

## Hábitat
Se encuentra en hábitats húmedos o mojados con suelos calcáreos, neutros o ligeramente ácidos, como los campos pantanosos, bordes de carreteras, márgenes de los lagos, pantanos, marismas, rubores, acantilados costeros, malladas, y a veces turberas y bosques abiertos.

## Taxonomía
Dactylorhiza purpurella fue descrito por (T.Stephenson & T.A.Stephenson) Soó y publicado en Nom. Nova Gen. Dactylorhiza 5 5. 1962.
Etimología
Dactylorhiza: nombre genérico que procede de las palabras griegas: "daktylos" = (dedo) y "rhiza" = (raíz), donde se refiere a la forma de los  tubérculos subterráneos que caracteriza a las especies del género, en forma de dedos.
purpurella: epíteto del latín que significa "de color púrpura".
Variedades
- Dactylorhiza purpurella var. cambrensis (R.H.Roberts) R.M.Bateman & Denholm
- Dactylorhiza purpurella subsp. purpurella

Sinonimia
- Orchis purpurella T. Stephenson & T.A. Stephenson (1920) basónimo
- Dactylorchis purpurella (T. Stephenson & T.A. Stephenson) Verm. (1947)
- Dactylorhiza majalis ssp. purpurella (T. Stephenson & T.A. Stephenson) D.M. Moore & Soó (1978)
- Dactylorhiza majalis var. purpurella (T. Stephenson & T.A. Stephenson) R.M. Bateman & Denholm (1983)[4][5]